# مری گوردن-واتسون
مری گوردن-واتسون (انگلیسی: Mary Gordon-Watson؛ زادهٔ ۳ آوریل ۱۹۴۸) سوارکار اهل بریتانیا است.